# Candour
Der Candour (französisch: Ruisseau de Candour) ist ein kleiner Fluss am Südwestrand des Zentralmassivs von Frankreich, der im Département Tarn der Region Okzitanien nördlich der Stadt Albi verläuft. Bei seiner Mündung stößt er auf das benachbarte Département Aveyron.

## Geografie

### Verlauf
Der Candour entspringt im Gemeindegebiet von Mirandol-Bourgnounac, verläuft generell in westlicher Richtung und mündet nach rund 19 Kilometern an der Gemeindegrenze von Saint-Martin-Laguépie und Saint-Christophe als linker Nebenfluss in den Viaur.

### Orte am Fluss
(Reihenfolge in Fließrichtung)
- Mirandol-Bourgnounac
- Ségounès, Gemeinde Trévien
- Lesquilourie, Gemeinde Trévien
- Le Truel, Gemeinde Monestiés
- Darnis, Gemeinde Montirat
- Les Fénials, Gemeinde Le Ségur
- Rougeyres, Gemeinde Saint-Christophe
- Mas du Gou, Gemeinde Laparrouquial
- Nartoux, Gemeinde Saint-Christophe
- Le Grès, Gemeinde Saint-Martin-Laguépie